# すっちー
すっちー（1972年1月26日 - ）は、日本のお笑いタレント、喜劇俳優。大阪府摂津市出身。吉本興業（大阪本社）所属（2007年10月より）で、吉本新喜劇の座長。元お笑いコンビ・ビッキーズ（旧名LSD）のボケ担当。
本名は須知 裕雅（すち ひろまさ）。すっち〜と表記されることもあるが、正しくはすっちー。身長158 cm、血液型O型。既婚。

## 人物

### 略歴
大阪府立茨木西高等学校、兵庫科学技術専門学校（現：阪神自動車航空鉄道専門学校）卒業。実家は子供服店である。三人兄弟で兄は消防士、弟は医師。
ナインティナインの矢部浩之とは同じ高校の同級生であり、須知は矢部のことを一方的に知っていた。しかし矢部は芸人としては先輩であるため、「矢部さん」と呼んでいる。デビュー前は、のちの相方となる木部信彦と同様に自動車整備士として働いていた。1994年、吉本総合芸能学院（大阪13期が同期に当たる）に受験し不合格となり、アルバイト生活をしていたが芸人になることが諦めきれず、木部を誘って心斎橋筋2丁目劇場のオーディションを受けるようになった。

### ビッキーズ時代
ビッキーズ時代は、舞台では須知が「ビキビキ」「ビッキーズ」、背中に「飴」と書かれたハッピを着て、漫才を始める前にアメを撒くのが恒例である。新喜劇に在籍している現在でも舞台衣装のまま、そのパフォーマンスを続けている。
エロ三羽烏（チュートリアル徳井、須知、ランディーズ中川）のひとり。
2005年の『新喜劇フー!!』では、フーファミリーを苦しめる地獄団の須知軍曹を演じ、話のラストで、フーファミリーに旅行カバンに体を入れられて遊ばれるという芸が毎回行われていた。『新喜劇フー!!』の後継企画である『新喜劇ボンバー!!』では、キャプテン☆ボンバーの部下、マイケル須知（リトル☆ボンバー）で登場し、リトル☆ボンバーの必殺技「カバンボンバー」として、『新喜劇フー!!』のカバンに詰められる芸が引き継がれたこの芸は、新喜劇入団後もしばらくの間も流用された。
カバンに入る芸の名前は「インバッグ」という。（『新喜劇フー!!』より）
2006年9月17日に9年ほど交際していた7歳年下の女性と結婚し、女の子を授かる。

### 新喜劇入り以後
2007年9月、コンビを解散。相方の木部は芸能界を引退したが、須知はピン芸人として芸能界に残り、元々の愛称であった「すっちー」をそのまま芸名にし、翌10月に吉本新喜劇に入団した。
芸名「すっちー」は、仲のいい先輩芸人陣内智則が占い師の直居由美里に連絡を取り、複数の候補から選んでもらったもの。当初は、カタカナ表記の「スッチー」だったが、直居から陣内に再度連絡があったことに加え、スチュワーデス（キャビンアテンダントの旧名称）の通称と混合してしまうため、現在のひらがな表記に落ち着いた。ただし、座長就任以前は、それを逆手に取り「アテンションプリーズ!」というギャグを登場時に言っていた。
2009年1月27日からの週の京橋花月新喜劇からは次期座長・副座長クラスにあり、時々、実質的に座長を務めていた。
2013年3月の新喜劇公演に寝坊して遅刻したことが原因で、罰として同5月14日から約1ヶ月間は劇場舞台に出演停止（謹慎）を命じられていたが、その間の2013年5月18日に行われた『歌ネタ王決定戦2013』に松浦真也とのコンビ「すち子&真也」で出場して優勝した。
2014年5月17日に座長に内定したことを発表し、6月11日〜16日までNGKで座長就任公演を行なった。
2015年、咲くやこの花賞（大衆芸能部門）受賞。前年の小籔千豊に続いて吉本新喜劇からの受賞となった。

## キャラクターとギャグ

### すち子
次期座長・副座長クラス昇格後、2013年3月の新喜劇公演に寝坊して遅刻したことに伴う同年5月14日から約1か月間の謹慎期間中に自らアイディアを浮かべる形で生まれたキャラクターであり、座長昇格後は、2019年の公演で新キャラの「須知井留シャタオ」（後述）を演じるまでは、「和子のおばちゃん（桑原和子）」役がほとんどの桑原和男と同様に、新喜劇の舞台に素顔で立つことは極めてまれの状況が続いていた。
おかっぱ頭に瓶底メガネ、そばかす顔で巨乳（Gカップ）の中年女性という風貌で、大阪のおばちゃんをイメージしている。舞台回し（ツッコミ兼進行役）は、ほぼ清水けんじで固定されているが、たまに信濃岳夫や川畑泰史（主に川畑座長公演）も演じており、登場初期は清水ではなく烏川耕一が務めていた。
登場時に「日課がございまして」などと言ってからコンビ時代にも行なっていた「飴のばら撒き」を行なう。手持ちの飴が無くなると最初に舞台上の出演者に配った飴も返してもらい客席に撒き、最後は野球のアンダースローを模して客席へ投げ撒くのが恒例で、一通り飴を撒いた後に、舞台回しから「何をしてんねん」と問われると、「ハトやイタチなどの動物に向けて投げた」と言い放つ。また、設定場所が、うどん屋や喫茶店といった飲食店の場合は厨房から飛び越えて現れ、土産物店などの店舗の場合はアイスクリームケースやゴミ箱の中などから登場する。
辻本茂雄扮する茂造じいさんと同様に型破りな振る舞いが多く、なおかつ、がめつく欲張りな性格で、自己中心的に行動することが多い。自分より立場が下と見た者には尊大な態度をとり、他人が酷い目に遭っているのを見ると嘲笑したり茶化したりする。清水に対して「シケメン」と揶揄したり、タックルながい。との共演時にはタックルを彼と風貌が似ている「あばれる君」呼ばわりするのがお約束と化している。高橋靖子や前田真希ら貧乳キャラのマドンナ役の女性座員に対して、散々、容姿などを褒めた後で巨乳を見せ付け、持ち上げて落とす形で貧乳をなじるといった描写も見られる。初めのうちは保守的な考えを持つが、結局はお金のある方向に吸い込まれる。
自分より強い相手には媚を売って取り入ろうとしたり、状況に応じて、それまで味方についていた勢力を裏切り、寝返ろうとしたりするといった現金なところもあるが、ここぞという時には、周囲を諭したり諫めたりするなど、大人として毅然とした振る舞いを見せ、問題を解決に導く原動力となる。
2015年12月23日、松浦真也と「すち子＆真也」名義で、シングル『パンツミー』をリリースし、CDデビュー。同曲は、「よしもと新喜劇」映画『西遊喜』のエンディングテーマ曲にも採用されている。
ドリルすんのかいせんのかい（乳首ドリル）
吉田裕を相手に繰り出すリアクションギャグ。座長昇格後は、座長公演で（吉田裕と共演した際）の定番ギャグとなっている。

### 須知軍曹
2006年のR-1ぐらんぷりに「須知軍曹（すち ぐんそう）」で登場し、コンビ解散当初はこのキャラクターにてネタを行なっていた。
芸風は風俗漫談というもので、風俗をモチーフにしたもので（実在しているかどうかは断定できないが）日本各地の風俗街の店名・店員名などを抜粋してオチに繋げるというもの。
2007年1月1日、今年はこれで行くと決めていた「須知軍曹」が年明けカウントダウン番組でダダ滑りしたため「須知軍曹」封印宣言をした。しかし同年の「あらびき団」、「オールザッツ漫才」に再びこのキャラで登場し、さらに2008年の「やりすぎコージー」にて漫談を披露し、同年の「鉄筋base」でもこのキャラでDJを担当している。

### 須知井留シャタオ （すちいる・シャタオ）
2019年5月28日～6月3日のよしもと西梅田劇場での座長公演「シャッター切れども絆は切れず」で初めて演じた新キャラクター。なんばグランド花月での座長公演では、同年9月の「キャメラマンの須知井留さん」で初めて演じ、以後、「すち子」と並ぶ座長公演での定番キャラクターとなった。
職業はプロのカメラマンという設定であるが、名字の「須知井留（すちいる）」（須知井留は本名の「須知」、井戸の「井」、久留米の「留」と説明）は、本名の「須知」と「スチール」との掛け合わせであるものの、「スチール写真」の「スチール」からではなく、「鉄」の英語での呼び方（"Steel"）に由来している。下の名前の「シャタオ」は、カメラに付いている方の「シャッター」からではなく、車庫やガレージなどの出入口の扉の「シャッター」から取ったものである。
その他、性格や振る舞い、態度や行動などの設定は基本的に「すち子」とほぼ同じようなものとなっているが、（披露するギャグなども、「すち子」の時とほぼ同じ。）すち子と異なり、舞台回し兼ツッコミ役は吉田裕がやや多い。

### 須知山田刑事
2022年に初登場した刑事キャラ。本名は「須知山田亮裕雅」と長く、千葉公平が須知山田の本名を解説する。千葉とともにボケを演じる事が多く、主にツッコミ役は清水けんじや吉田裕が行う。

### すちの丞
2021年に初登場した、大衆演劇の役者キャラ。本名は「春雨すちの丞」で、「すちの丞一座」の座長である。顔全体ではなく口の周りのみを白塗りしており、芝居の様な喋り方をする。

## 出演

### テレビ
現在
- よしもと新喜劇（MBS）
- よしもと新喜劇NEXT〜小籔千豊には怒られたくない〜（MBS）- 進行役
- 大阪ほんわかテレビ（読売テレビ、たむらけんじの奥さん役の「すちえ」として登場）
- なるみ・岡村の過ぎるTV（2013年10月 - 、朝日放送テレビ）- コーナー進行役
- 探検ファクトリー（2022年4月16日 - 、NHK総合[6]）

過去
- よしもとサンサンTV（サンテレビ）
- 新喜劇すー（MBS）
- 歌ネタ王TV（2013年1月 - 、MBS）
- メッセ弾（テレビ大阪、不定期だが最近は出演が多い・番組進行役「赤ジャケ」として）
- 雨上がり食楽部（関西テレビ、「からにはグルメ」というコーナーで、「すちママ」として登場）
- あほやねん!すきやねん!金曜（NHK大阪放送局）
- 妄想ガールズコレクション（関西テレビ）
- 徳井義実のチャックおろさせて〜や（BSスカパー）
- ケンゴローサーカス団 （MBS）団員
- 中川工場（NHK大阪放送局）
- ニュース きん5時（NHK総合[6]）不定期出演
- よんチャンTV（2023年4月 - 2024年3月、毎日放送）- 金曜日「よんチャンバラエティー」のリポーターとしてVTR出演

### ラジオ
現在
- ヤマヒロのぴかいちラジオ（MBSラジオ）
- すっちーのよしもと新喜劇　陳情課（2023年4月7日 - 、MBSラジオ）

過去
- ゴーJ!（MBSラジオ）- 準レギュラー

### ウェブ番組
- 小籔＆すっちーのパンチDEデート（2017年、大阪チャンネル） - MC

### 映画
- 女子校生探偵あいちゃん (2018年3月17日) - 近所のおばちゃん 役[7]

### CM
- 日清食品「阪神タイガースキャンペーン・ファーストクラス篇」（2015年4月6日 - 、関西地区限定）
- 日清食品「阪神タイガースキャンペーン・十三年目の願掛け篇」（2019年4月3日 - 、関西地区限定）
- H.I.S. 初夢フェア2016（2015年12月 - 2016年1月、吉田裕と共演、関西地方のみ）
- アキタ きよらグルメ仕立て「すち子ママ篇」（2017年4月 - ）
- ACジャパン 臓器提供意思表示カードキャンペーン「意思表示すんのかいせんのかい」（2018年7月 - 、吉田裕、花城凛音と共演）[8]
- ビック・ツール「月光ドリル」コラボ広告（2022年、吉田裕と共演）[9]

## ディスコグラフィ

### シングル
- パンツミー（2015年12月23日、YM3D） ※「すち子&真也」名義[5]